# کامن رایدر (مجموعه تلویزیونی ۱۹۷۱)
کامن ریدر (انگلیسی: Kamen Rider) یک سریال تلویزیونی ابرقهرمانی ژاپنی توکوساتسو و مانگای علمی-تخیلی هفتگی ساخته شده توسط هنرمند مانگاکا شوتارو ایشینوموری بود.